# Cinnycerthia peruana
El cucarachero peruano (Cinnycerthia peruana)  es una especie de ave paseriforme de la familia Troglodytidae. Es endémico del Perú donde habita en el bosque húmedo montano subtropical y tropical.

## Taxonomía
Anteriormente se consideraba al cucarachero de Sharpe o cucarachero sepia (C. olivascens) y el reyezuelo leonado (C. fulva) como subespecies, pero con los tres bajo el nombre común de cucarachero sepia.

## Distribución
Actualmente se define al cucarachero peruano como ave endémica de la densa vegetación de los bosques húmedos andinos del Perú.